# Krukken (hoorspel)
Krukken is een hoorspel van Peter Römer. De VARA zond het uit op woensdag 21 februari 1979, van 16:03 uur tot 16:55 uur (met een herhaling op woensdag 6 augustus 1980). De regisseur was Ad Löbler.

## Rolbezetting
- Wim Kouwenhoven (Jo)
- Pieter Lutz (meneer Kamphorst)

## Inhoud
Kruidenier Kamphorst en zijn knecht Jo zijn de tegenpolen in dit luisterspel. Veertig jaar heeft Jo de zaak trouw gediend. Een goede baas is Kamphorst nooit geweest. Later is hij in de lappenmand geraakt. Hij moest zich met krukken gaan behelpen. Kamphorst is een eenzame, afhankelijke man geworden. Jo komt hem nog eens per week opzoeken. Vandaag echter heeft hij zich op zijn “bezoekdag” wat verlaat, juist nu Kamphorst letterlijk met smart op hem zit te wachten.